# セギサウルス
セギサウルス（Segisaurus　「ツェギ キャニオンのトカゲ」の意味）はコエロフィシス上科に属する体長約1mの小型獣脚類恐竜の属の一つである。現在のところアメリカ、アリゾナ州のツェギ キャニオン（Tsegi Canyon）にあるジュラ紀前期の地層から発見された標本のみが知られており、属名はこの場所にちなんでいる。セギサウルスは現在のところこの地域で発掘されている唯一の恐竜である。

## 特徴

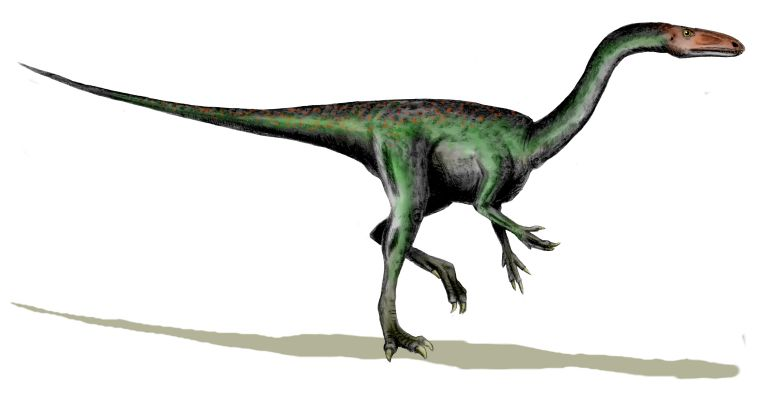
復元図

セギサウルスはジュラ紀前期、約1億8300万年前に生息していた。大きさはおおまかにはガチョウ程度で、原始的な二足歩行の獣脚類であった。体長約1 mに対し尾が50 cmで、体重は4-7 kgと推定されている。腐肉食であった可能性もあるが、素早く、昆虫食であったようだ。柔軟で細長い首と細い体を持ち、鳥のような体格であった。趾は3本で、体の大きさに対して長めの強靭な脚を持っていた。脚と同様に尾と前肢も長かった。鎖骨は鳥類のものに似ており、恐竜と鳥類が類縁関係にあるとする説を強めるものとなっている。現在記載されている唯一の標本でもあるホロタイプUCMP 32101は亜成体の標本であり、成体での大きさは分かっていない。不思議なことに、この時代の他の恐竜では発見されていない鎖骨がセギサウルスでは発見されている。チャールズ・ルイス・キャンプは「副木のような」頸肋骨がトビトカゲのような飛膜を支えることで機敏に動くことが出来たと推測している。 鎖骨が初期獣脚類に原始的な形で存在していたことを示す点でセギサウルスは重要な存在である。

## 分類
セギサウルスは1936年にチャールズ·ルイス·キャンプにより標本UCMP 32101に基づいて記載された。この標本は断片的な骨格であり、肢の一部、骨盤、椎骨で構成され、頭部の化石は発見されていない。発見後半世紀はどちらかといえば注目されてこなかった。この期間に標本が調査され、標本を見た全ての人が鎖骨の存在とこの恐竜の持つ「中身の詰まった」骨についてコメントした。セギサウルスはよく知られたコエロフィシスに非常に近縁であるが、コエロフィシスの骨が中空であるのに対し、セギサウルスの骨は中空ではない。この結果セギサウルスが本当に獣脚類であるかどうか疑問を持つ研究者もいた。2005年に行われたセギサウルスのホロタイプの再調査では、以前の報告に反して実際には中空の骨を持っていたことが明らかになった。この研究でCaranoらは非常に特異な点があるものの、セギサウルスは確かにコエロフィシス上科であり、おそらく特にプロコンプソグナトゥスに近縁であることを明らかにした。

### 識別可能な解剖学的特徴
記相（diagnosis）とはある生物（もしくは分類群）を全てのほかの生物から正確に識別するための解剖学的特徴である。記相となる特徴には固有派生形質も含まれるがそれが全てではない。固有派生形質は生物（もしくは分類群）に固有の解剖学的特徴である。
Rauhut (2003)に拠れば、以下の特徴により識別される
- 胴椎の椎体が腹側であまり狭窄されていない。
- 肩甲骨が細い
- 上腕骨の骨幹がコエロフィシスのものより強くねじれている（~50°）
- 広い坐骨窓がある（Carrano et al., 2005に拠る）[5]
- 上腕骨の三角-胸筋稜が長方形である

## 発見の歴史

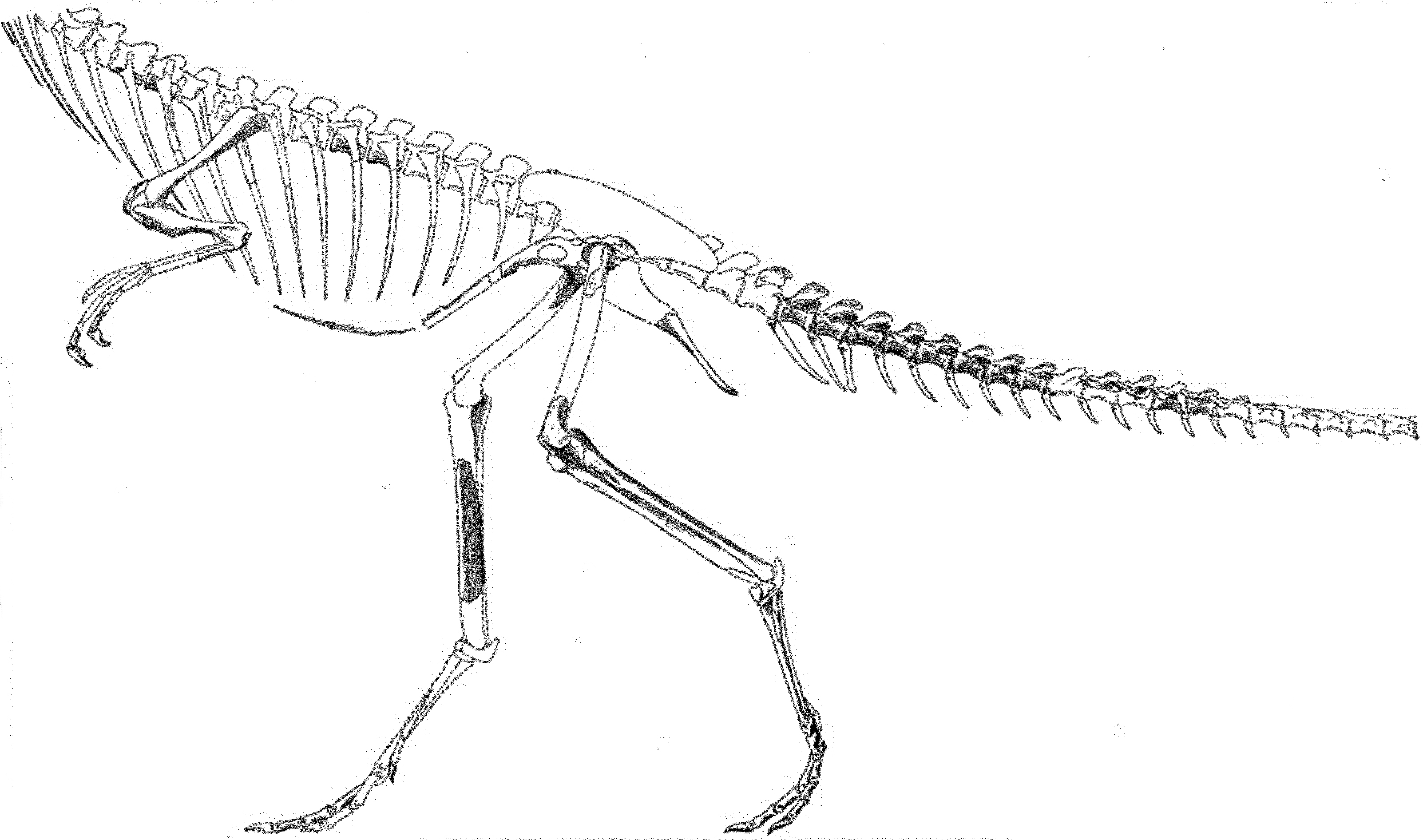
1936年にホロタイプの骨格復元図

セギサウルスの化石は1933年にナヴァホ族のMax Littlesaltによりアリゾナ州、ココニノ郡のナヴァホ砂岩層のチェギキャニオンで発見された。標本は石灰質の砂岩の中にあり、ジュラ紀のプリンスバッキアンからトアルシアン（1億9000万年前から1億7400万年前）に堆積したものである。Littlesaltは渓谷で家畜の飼育を行っていて化石を発見し、渓谷で調査を行っていた考古学者に化石を指示した。最初の発見以降セギサウルスの化石は発見されていない。
セギサウルスの標本の発見当時、キャンプは化石の発見された姿勢にためにこの姿勢を「卵を抱えた雌鳥」と結びつけた。他の獣脚類では眠るときや砂や火山灰の嵐から身を守る際にこの姿勢をとる。

## タフォノミー
セギサウルスのホロタイプは砂岩の層の中で発見され、この恐竜が砂の層に埋もれて死んでいたことが示唆される。巣穴の材料は標本とともには一切発見されておらず、これは仮説に過ぎない。ナヴァホ砂岩層の地質学的特長からはこの属が現在の砂丘のような環境に生息していたことが示唆される。

## 参照
1. 1 2  Camp, C. (1936). "A new type of small bipedal dinosaur from the Navajo sandstone of Arizona." Univ. Calif. Publ., Bull. Dept. Geol. Sci., 24: 39-56.
2. ↑  Chure, D. J., and Madsen, J. H., 1996, The furcula in Allosaurid Theropods and its implication for determining bird origins: Journal of Vertebrate Paleontology, v. 16, supplement to n. 3, Abstracts of Papers, Fifty-sixth Annual Meeting, Society of Vertebrate Paleontology, American Museum of Natural History, New York, New York, October 16-19, p. 28A.
3. 1 2  Carrano, M.T, Hutchinson, J.R, and Sampson, S.D. (2005). "New information on Segisaurus halli, a small theropod dinosaur from the Early Jurassic of Arizona." Journal of Vertebrate Paleontology, 25(4): 835-849.
4. ↑  Rauhut, O. W. M., 2003, The interrelationships and evolution of basal theropod dinosaurs: Special Papers in Paleontology, v. 69, p. 1-213.
5. ↑  Carrano, M. T., Hutchinson, J. R., and Sampson, S. D., 2005 (published in 2006), New information on Segisaurus halli, a small theropod dinosaur from the Early Jurassic of Arizona: Journal of Vertebrate Paleontology, v. 25, n. 4, p. 835-849.